# Ed Marx
Edward „Ed“ M. Marx (* Anfang Dezember 1947) ist ein US-amerikanischer Filmeditor.

## Leben
Edward M. Marx wuchs im Süden von Chicago auf. Von 1966 bis 1974 studierte er an der University of Illinois at Chicago und war anschließend mehrere Jahre als Editor für Werbefilme in Chicago tätig. Anschließend ging er 1993 nach Los Angeles, wo er sich als Editor für Horrorfilme und Independent-Filme etablierte und Filme wie Unter Haien in Hollywood, Jeepers Creepers – Es ist angerichtet, Jeepers Creepers 2 und Frozen – Eiskalter Abgrund schnitt.

## Filmografie (Auswahl)
- 1993: It’s All True – Orson Welles auf einer Reise durch Brasilien (It's All True)
- 1994: Unter Haien in Hollywood (Swimming with Sharks)
- 1997: Lewis & Clark & George
- 1997: No Night Stand (Trojan War)
- 1999: Kraftprobe in den Bergen (Rites of Passage)
- 2001: Jeepers Creepers – Es ist angerichtet (Jeepers Creepers)
- 2003: Jeepers Creepers 2
- 2003: Temptation
- 2006: Peaceful Warrior
- 2006: Clive Barkers Die Seuche (The Plague)
- 2007: Wrong Turn 2: Dead End
- 2009: Butterfly Effect 3 – Die Offenbarung (The Butterfly Effect 3: Revelations)
- 2009: The Tribe – Die vergessene Brut (The Forgotten Ones)
- 2010: Frozen – Eiskalter Abgrund (Frozen)
- 2010: Hatchet II
- 2011: Rosewood Lane
- 2011: Rites of Spring
- 2013: Space Soldiers
- 2013: Hatchet III
- 2013: Zombex – Walking of the Dead (Zombex)
- 2014: Tom Holland’s Twisted Tales
- 2014: Zombiber (Zombeavers)
- 2015: Safelight
- 2016: The Devil’s Dolls (Worry Dolls)
- 2017: The Safe – Niemand wird verschont (The Vault)